# Болдвинвил (Масачусетс)
Болдвинвил (енгл. Baldwinville) насељено је место без административног статуса у америчкој савезној држави Масачусетс.

## Демографија
По попису из 2010. године број становника је 2.028, што је 176 (9,5%) становника више него 2000. године.
| Група             | 2000.         | 2010.         |
| Белци             | 1.796 (97,0%) | 1.938 (95,6%) |
| Афроамериканци    | 3 (0,2%)      | 16 (0,8%)     |
| Азијати           | 9 (0,5%)      | 9 (0,4%)      |
| Хиспаноамериканци | 33 (1,8%)     | 47 (2,3%)     |
| Укупно            | 1.852         | 2.028         |